# OLPC XO-3

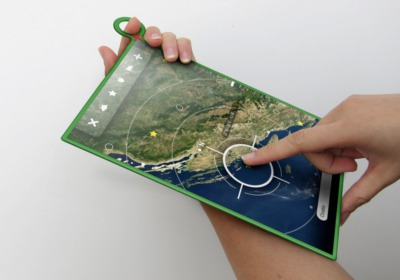
Concepto XO-3

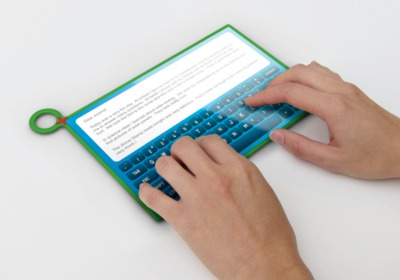
Concepto XO-3

XO-3 es la próxima tableta, es un equipo del proyecto OLPC, (del inglés One Laptop Per Child, en español Un portátil por niño). Es el sucesor del XO-2, un concepto de diseño, abandonado en favor del XO-3.
La formación de la Tablet PC, reemplaza el concepto de diseño cancelado dos XO-2. Utilizará un procesador ARM. Está previsto para ser lanzado en 2012 con un precio objetivo por debajo de U$s 100.

## Hardware
En cuanto a características técnicas, la tableta OLPC XO-3 será
- Procesador Marvell Armada (1 GHz).
- Memoria RAM de 256 MB.
- Pantalla flexible de 11 pulgadas de alta definición, de 1024 x 600 pixeles.
- Ranura para tarjetas SD, de hasta 4 GB de almacenamiento.
- Cámara web.
- Panel solar para su autonomía energética.
- Capacidad de conectarse vía satélite.
- Dos altavoces.
- Micrófono.
- Acelerómetro
- Un puerto USB.